# Dolné Vestenice
Dolné Vestenice es un municipio del distrito de Prievidza en la región de Trenčín, Eslovaquia, con una población estimada a final del año 2024 de 2374 habitantes.
Se encuentra ubicado al este de la región, cerca del río Nitra (cuenca hidrográfica del Danubio) y de la frontera con las regiones de Banská Bystrica y Žilina.

## Demografía
| Año        | 1994 | 2004    | 2014    | 2024    |
| ---------- | ---- | ------- | ------- | ------- |
| Población  | 2704 | 2686    | 2593    | 2374    |
| Diferencia |      | −0,66 % | −3,46 % | −8,44 % |

| Año        | 2023 | 2024    |
| ---------- | ---- | ------- |
| Población  | 2388 | 2374    |
| Diferencia |      | −0,58 % |